# 食水嵙溪
食水嵙溪是台中市大甲溪的支流之一，全長大約有15公里，發源地是在新社區永源里馬力埔湳堀，其水流經過大南水頭、番社嶺、水尾、雙翠水壩後往新社食水嵙、石岡食水坑、石岡水壩下游匯入大甲溪流去。
食水嵙溪是個生態植物豐富的河川，水草資源豐富，同時也是鳥類們棲息的居所。

## 水系主要河川
以下由下游至源頭列出水系主要河川，其中粗體字為主流河道。
- 食水嵙溪：台中市石岡區、新社區
  - 下坑溪：石岡區
  - 上坑溪：石岡區

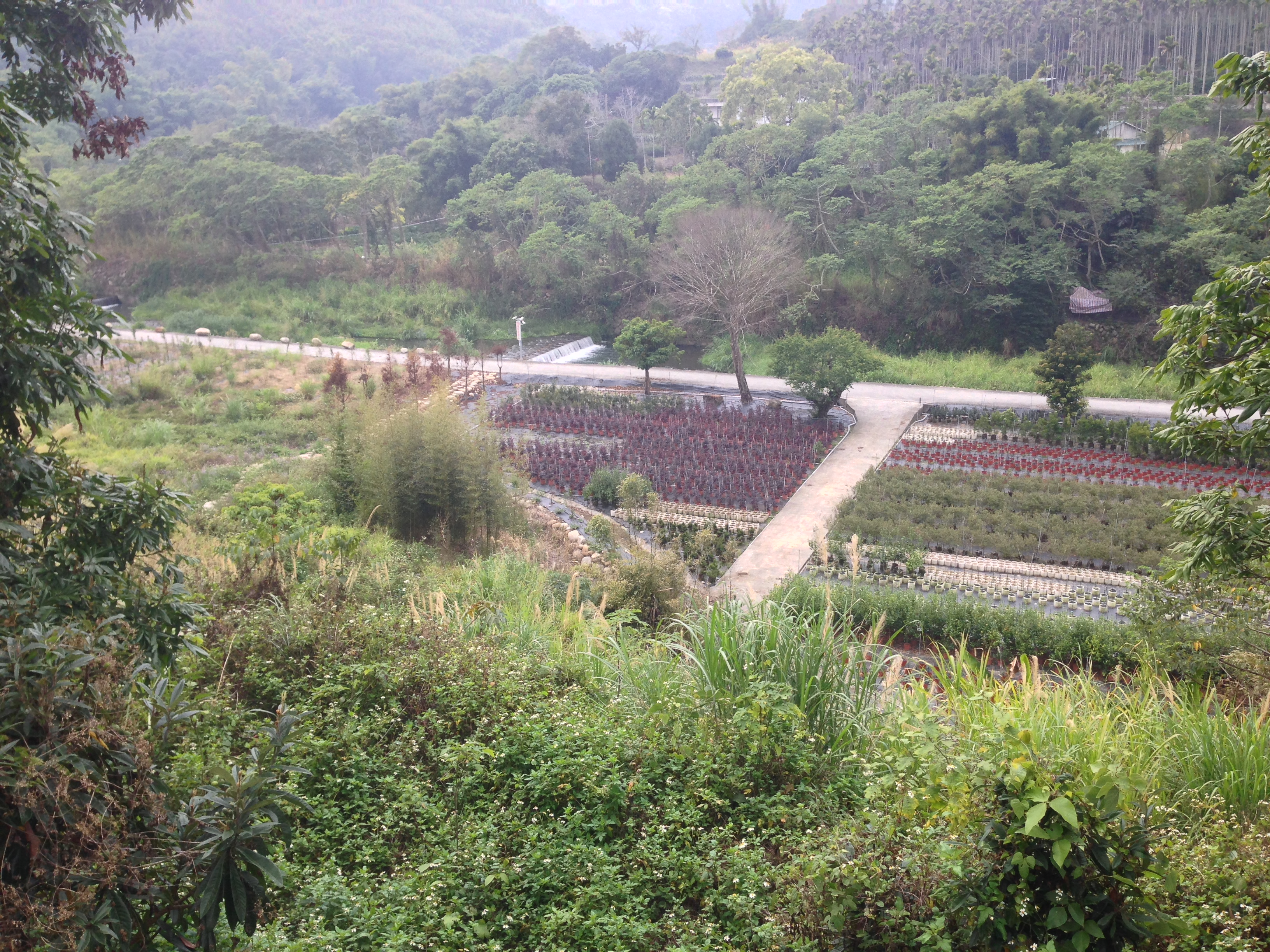
殉職山岡先生之碑下方的食水嵙溪與花田。
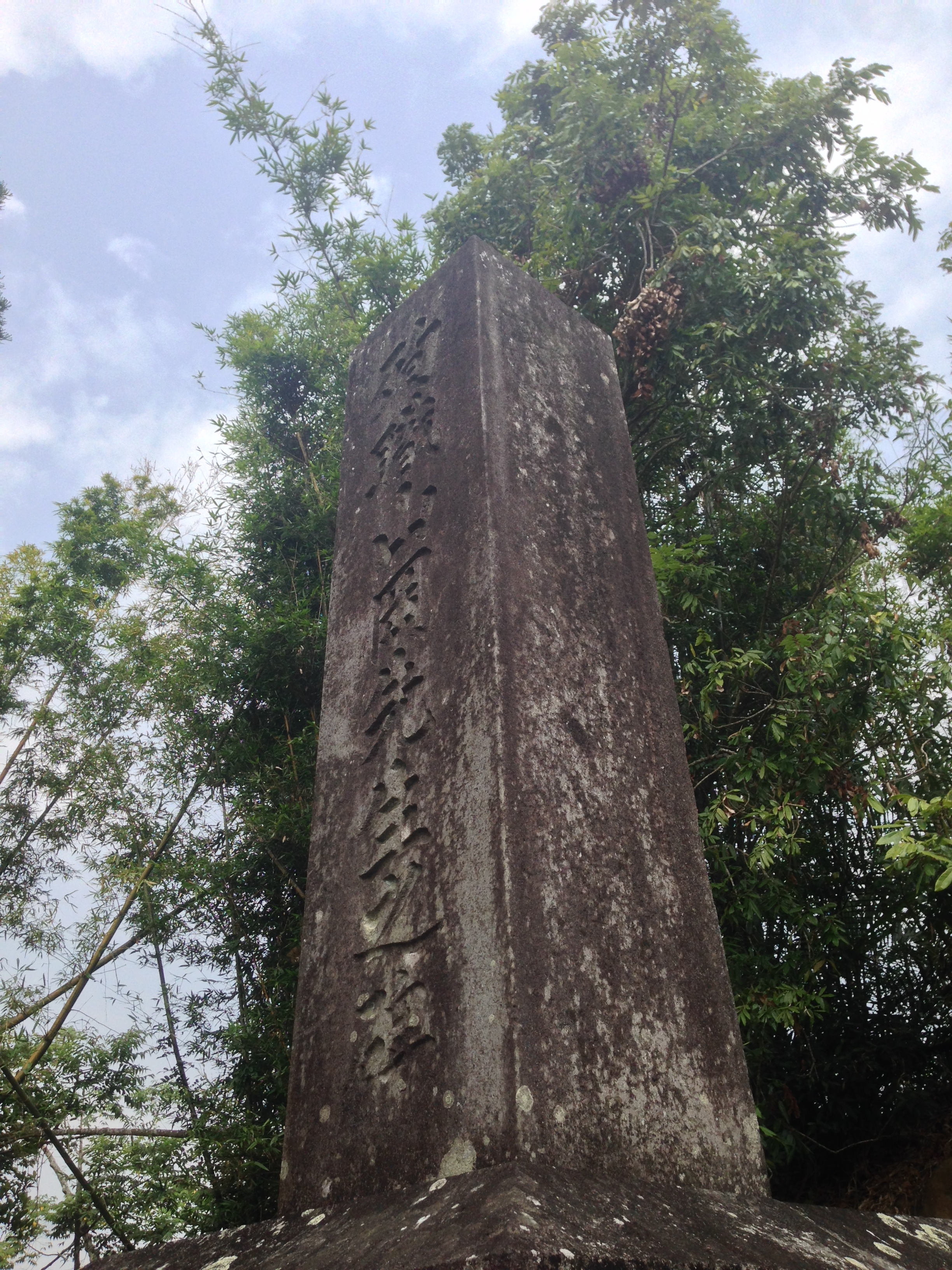
台中市文化資產殉職山崗先生之碑